# University Heights (Ohio)
University Heights es una ciudad ubicada en el condado de Cuyahoga en el estado estadounidense de Ohio. En el Censo de 2010 tenía una población de 13539 habitantes y una densidad poblacional de 2.872,22 personas por km².

## Geografía
University Heights se encuentra ubicada en las coordenadas 41°29′41″N 81°32′5″O / 41.49472, -81.53472. Según la Oficina del Censo de los Estados Unidos, University Heights tiene una superficie total de 4.71 km², de la cual 4.71 km² corresponden a tierra firme y (0%) 0 km² es agua.

## Demografía
Según el censo de 2010, había 13539 personas residiendo en University Heights. La densidad de población era de 2.872,22 hab./km². De los 13539 habitantes, University Heights estaba compuesto por el 71.84% blancos, el 23.14% eran afroamericanos, el 0.1% eran amerindios, el 2.41% eran asiáticos, el 0.03% eran isleños del Pacífico, el 0.89% eran de otras razas y el 1.59% pertenecían a dos o más razas. Del total de la población el 2.76% eran hispanos o latinos de cualquier raza.